# Regent's Park (metropolitana di Londra)
La stazione di Regent's Park è una fermata della linea Bakerloo della metropolitana di Londra.
La stazione venne inaugurata il 10 marzo 1906 dalla Baker Street & Waterloo Railway, (BS&WR). Nel progetto originale la stazione non era prevista e l'aggiunta venne autorizzata nel 1904, dopo l'inizio dei lavori di costruzione della linea.
A differenza della maggior parte delle stazioni della linea, Regent's Park non ha edifici di accesso in superficie e l'ingresso alla stazione si trova in un sottopassaggio. Le piattaforme sono raggiungibili tramite ascensori e a causa di importanti lavori di ammodernamento la stazione è stata chiusa tra il 10 luglio 2006 ed il 14 giugno 2007.
È compresa nella Travelcard Zone 1.

## Interscambi
Nelle vicinanze della stazione effettuano fermata numerose linee urbane automobilistiche, gestite da London Buses.
- Fermata autobus

La stazione di Great Portland Street si trova a breve distanza, permettendo l'intercambio con la linea Circle e la linea Metropolitan.